# Dsign music
Dsign Music er et sangskriver- og produktionsselskab, som har sit hovedsæde i Trondheim, Norge. Selskabet blev oprettet i 2006, og teamet består af Robin Jenssen, Anne Judith Wik, Nermin Harambasic og Ronny Svendsen. Dsign Music underskrev en aftale med Universal Music Publishing Group i efteråret 2008. Dsign Music har siden opstarten skrevet og produceret musik for artister og har til sammen solgt mere end 20 millioner album og singler.

## Historisk oversigt
- 2007: Monrose - "Leading Me On" og"Say yes" fra albummet Strictly Physical udgivet af Starwatch/Warner
- 2007: Room2012 - "Haunted" fra albummet Elevator udgivet af Starwatch/Warner
- 2008: Monrose - "You Can Look (But You Can Not Touch)" fra albummet I Am udgivet af Starwatch/Warner
- 2008: Aloha from Hell - "You" fra albummet No More Days to Waste udgivet af Sony Music
- 2008: Nikki Kerkhof - "Inconsolable" fra albummet Naked udgivet af Sony BMG
- 2008: Nádine - "For The The Best" fra albummet This Time I Know udgivet af EMI
- 2008: Nevena Tsoneva - "Imeto mi" single udgivet af Universal Music
- 2009: Girls' Generation - "Genie" fra albummet Tell Me Your Wish (Genie) udgivet af SM Entertainment
- 2009: Namie Amuro - "Fast Car" fra albummet Past < Future udgivet af Avex Trax
- 2009: RBD - "Poudes Ver Pero Non Tocar" fra albummet Para Olvidarte De Mi udgivet af EMI Mexico
- 2009: Jeanette Biederman - "All Mine" fra albummet Undress to the Beat udgivet af Universal Music
- 2009: Leki & The Sweet Mints - Singlene "Obsessive" og "Love Me Another Day" udgivet af Universal Music Belgium
- 2009: Stefanie Heinzmann - "Bag It Up" fra albummet Roots To Grow udgivet af Seoul Records
- 2009: Indra - "Upper hand (Sexy mama)" single fra albummet "One Woman Show" udgivet af Warner Music France
- 2009: Big Ali - "Hunger" fra albummet Louder udgivet af Warner Music France
- 2010: Jennifer Rush - "Echoes Love" fra albummet Now Is the Hour
- 2010: BoA - "I'm OK" fra albummet Copy & Paste
- 2011: Blue - "I Can" singel og Storbritannias sang til Eurovision Song Contest 2011
- 2011: Edita Abdieski - "When The Music Is Over" fra albummet One
- 2011: f(x) - "Danger" fra albummet Pinocchio
- 2011: Elva Hsiao - "100 kisses" fra albummet "I'm Ready" udgivet af Gold Typhoon
- 2011: Chocolat - "I Like It" fra albummet I Like It udgivet af Paramount Music
- 2011: TVXQ - "I Think U Know" fra albummet Tone udgivet af Avex Trax
- 2012: Crystal Kay - "What We Do" fra albummet VIVID
- 2012: JASMINE - "B*TCH*S" fra singlen "Best Partner"
- 2012: Kamaliya - "Butterflies" single
- 2012: Jolin Tsai - "大藝術家" (Dà Yì Shù Jiā) fra albummet Muse
- 2012: Girls' Generation- "Beep Beep" fra singlen Flower Power
- 2012: Girls' Generation - "Girls & Peace" fra albummet Girls' Generation II ~Girls & Peace~
- 2012: CoCo Lee TBA udgivet af Sony Music
- 2013: Girls' Generation - comeback sang "I Got A Boy" fra albummet I Got A Boy
- 2013: Super Junior-M - comeback sang "Break Down" ny singel
- 2013: DJ Antoine - flere sange fra albummet
- 2013: Kamaliya - album "Club Opera" alle sange co-skrevet og produceret
- 2013: EXO - comeback sang "WOLF" fra albummet XOXO